# Alyona Alyona
Алёна Олеговна Савраненко (укр. Альона Олегівна Савраненко; род. 14 июня 1991, Капитановка, Кировоградская область), более известная под псевдонимом Alyona Alyona (рус. Алёна Алёна) — украинская рэп-исполнительница. Представительница Украины на песенном конкурсе «Евровидение-2024» в Мальмё совместно с Jerry Heil.
В 2020 году вошла в рейтинг «30 самых перспективных украинцев до 30 лет» по версии Forbes (в категории «Музыка»).

## Биография
Родилась 14 июня 1991 года в Капитановке, Кировоградской области.
Имеет два высших образования. Окончила Переяслав-Хмельницкий государственный педагогический университет имени Григория Сковороды.
Работала воспитательницей в детском саду «Теремок» в Барышевке. Также работала заведующей детсада в селе Дерновка под Киевом. В детском саду проработала 4 года.
Рэп-тексты пишет с детства, однако для широкой публики представила их только в возрасте 27 лет, когда начала выкладывать видео на YouTube. В октябре 2018 года вышел первый видеоклип «Рибки», а 12 ноября выходит второй видеоклип — на песню «Голови», который в течение месяца набрал 1 000 000 просмотров.
30 ноября 2018 года Alyona Alyona выпускает клип на песню «Відчиняй».
В декабре вышел ещё один клип — на песню «Залишаю свій дім», в котором артистка уезжает из Барышевки.
На фоне скандала с форумом «Від Крут до Брюсселя» Алёна выпускает ещё одну песню — «Обіцянки».

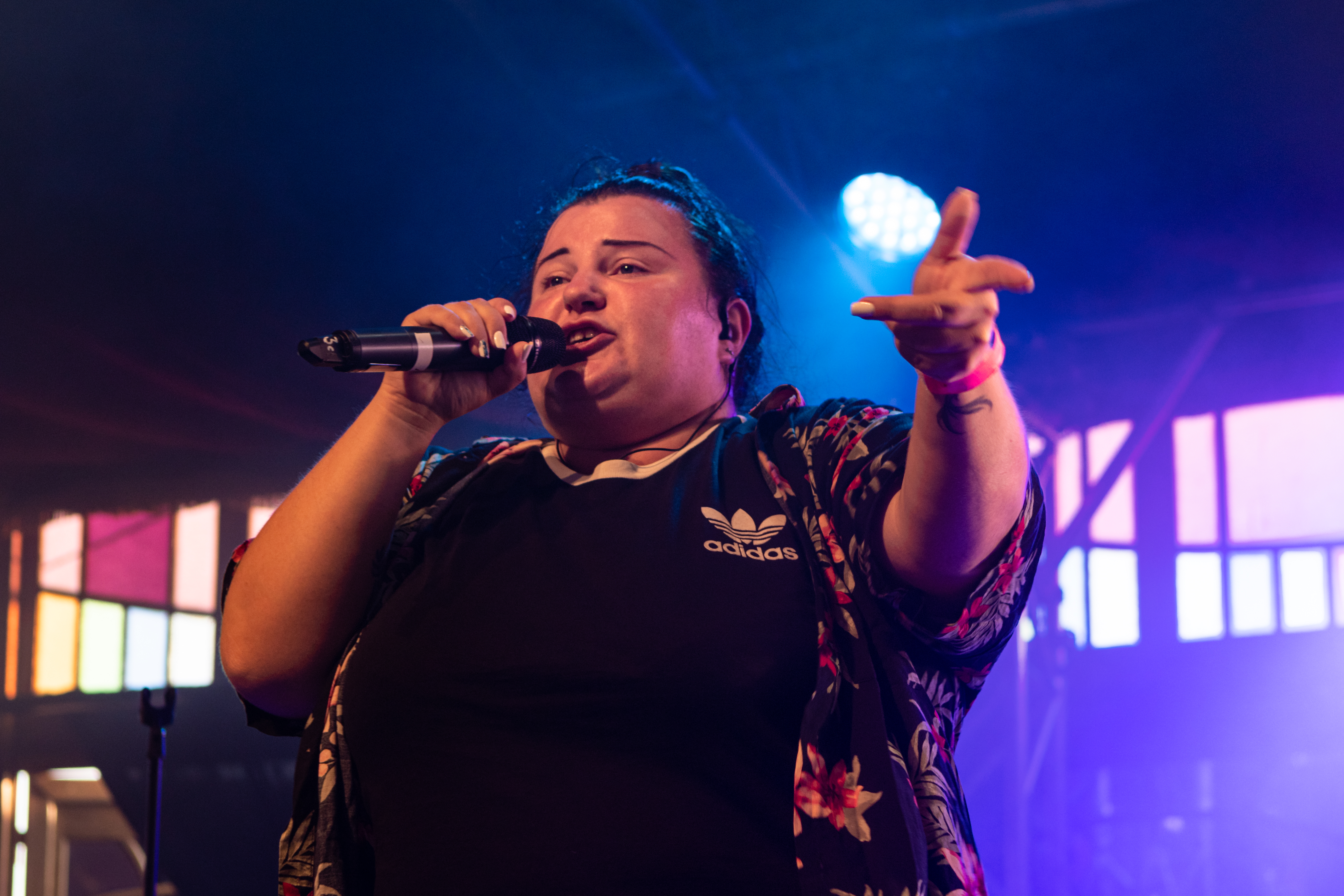
Alyona Alyona на Haldern Pop Festival в 2019 году

8 апреля 2019 года был выпущен дебютный альбом исполнительницы под названием «Пушка», а также клип на его титульный трек. Хип-хоп-портал The Flow поместил альбом на 10 строчку «Топ-50 отечественных альбомов 2019».
В декабре 2019 года написала слова песни «Вільна», которую в дуэте спели Тина Кароль и Юлия Санина. Песня является официальным саундтреком к украинскому фильму «Преданная».
В 2019 году снялась вместе с Александром Гудковым в музыкальном видеоклипе «Comment out на колёсах».
В 2020 году становится участницей шоу «Танцы со звёздами».
15 января 2021 года стала обладательницей приза зрительских симпатий премии Music Moves Europe Talent Awards.
Вместе с певицей Jerry Heil участвовали в национальном отборе на Евровидение-2024 с песней «Teresa & Maria» и одержав победу, получили право представлять Украину на конкурсе. На конкурсе песни в Мальмё они заняли 3-е место, получив 146 баллов от жюри и 307 баллов от зрителей.

## Хобби
Помимо музыки, реп-исполнительницу увлекают фотография, вышивка и создание макияжа.

## Общественная позиция
В июле 2021 года исполнительница заявила о прекращении сотрудничества с музыкантами из России. Поводом к такому решению послужили обвинения националистически настроенных пользователей социальных сетей в пророссийской позиции Алёны из-за дуэта с группой «Каста» в 2015 году.

## Оценки творчества
15 ноября 2018 года в интервью телеканалу «Дождь» известный украинский певец Иван Дорн включил Alyona Alyona в топ-5 самых интересных новых украинских артистов по его мнению.
2 декабря 2018 года русскоязычное интернет-издание Meduza включило клип на песню «Відчиняй» в список лучших песен и клипов недели, отметив, что Алёна «читает рэп лучше, чем большинство российских (или украинских) эмси. Картинка тут, конечно, тоже имеет значение — и харизма самой исполнительницы, и её самоирония, и родные виды провинциального постсоветского запустения, — но все это все-таки в первую очередь дополнение: техника читки и умение обращаться с украинским языком у Савраненко на таком уровне, что можно и не смотреть, только слушать».
Также песня «Відчиняй» вошла в топ-10 украинских треков ноября по мнению украинской службы Радио «Свобода».
18 декабря стало известно, что Alyona Alyona номинирована на украинскую музыкальную премию YUNA-2019 в номинации «Лучший хип-хоп хит» за песню «Рибки».

## Дискография

### Альбомы
- 2019 — Пушка[26]
- 2021 — GALAS

EP
- 2019 — В хаті МА
- 2021 — LAVA

### Синглы
- 2018 — «Голови»
- 2018 — «Відчиняй»
- 2018 — «Залишаю свій дім»
- 2019 — «Булінг»
- 2019 — «Завтра»
- 2019 — «Мамин суп»
- 2019 — «Забирай» (feat. Jamala)
- 2020 — «Коли ховають молодих»
- 2020 — «Пам’ятаю»
- 2020 — «Тихо діти сплять»
- 2020 — «Стержень»
- 2020 — «Góry» (feat. Skip)
- 2020 — «Сумно»
- 2020 — «Rayon»
- 2020 — «Dancer»
- 2020 — «Дубадав»
- 2021 — «Все не то»
- 2021 — «Shalom»
- 2021 — «Світ потребує краси»
- 2021 — «Dym»
- 2021 — «Волю молодим»
- 2022 — «Твій день» (совместно с Onuka, Юлией Саниной, Артёмом Пивоваровым)
- 2022 — «Рідні мої» (feat. Jerry Heil)
- 2022 — «Чому?» (feat. Jerry Heil)
- 2022 — «KUPALA» (совместно с Jerry Heil, ela.)

## Видеография
| Год  | Клип               | Режиссёр                    | Альбом    |
| ---- | ------------------ | --------------------------- | --------- |
| 2018 | «Рибки»            | Delta Arthur                | Пушка     |
| 2018 | «Рибки 2»          | Ян Болотов                  | Пушка     |
| 2018 | «Голови»           | Александр Прилуцкий         | Пушка     |
| 2018 | «Відчиняй»         | Ян Болотов                  | Пушка     |
| 2018 | «Залишаю свій дім» | Delta Arthur                | Пушка     |
| 2019 | «Пушка»            | Delta Arthur                | Пушка     |
| 2019 | «Падло»            | Nathan Daisy                | Пушка     |
| 2019 | «Велика й смішна»  | Delta Arthur                | Пушка     |
| 2019 | «Булiнг»           | Delta Arthur & Basket Films | В хаті МА |
| 2019 | «Завтра»           | Films Basket                | В хаті МА |
| 2019 | «Мамин суп»        | Yan Bolotov                 | В хаті МА |
| 2020 | «Дикі танці»       | Anya Velosipedova           | В хаті МА |

## Награды и номинации
| Год  | Премия                                              | Категория                             | Результат |
| ---- | --------------------------------------------------- | ------------------------------------- | --------- |
| 2018 | Национальная музыкальная премия Украины «YUNA-2019» | Лучший хип-хоп хит                    | Номинация |
| 2019 | ANCHOR Award 2019                                   | Наиболее перспективный молодой талант | Победа    |